# جون سليدل
جون سليدل (بالإنجليزية: John Slidell)‏ (1793 - 9 يوليو 1871) كان سياسي ومحامي ورجل أعمال أمريكي و مواطن من نيويورك، انتقل سليدل لويزيانا عندما كان شابا، وأصبح مدافع قوي عن حقوق الجنوب باعتباره ممثل الولايات المتحدة وعضو مجلس الشيوخ. وكان الأخ الأكبر لألكسندر ماكينزي سليدل، ضابط في البحرية الأمريكية.

## روابط خارجية
- جون سليدل على موقع الموسوعة البريطانية (الإنجليزية)

- Chisholm, Hugh, ed. (1911). "Slidell, John" . Encyclopædia Britannica (بالإنجليزية) (11th ed.).